# Cleptosoma clavipes
Cleptosoma clavipes là một loài bọ cánh cứng trong họ Cerambycidae.